# 神奈川県立横浜修悠館高等学校
神奈川県立横浜修悠館高等学校（かながわけんりつ よこはましゅうゆうかんこうとうがっこう）は、神奈川県横浜市泉区和泉町に所在する公立通信制高等学校。
2007年度末の神奈川県立湘南高等学校と神奈川県立横浜平沼高等学校の通信制が集約されたものである。学校所在地は旧神奈川県立和泉高等学校と同じであり、設備も旧校のものを継承している。

## 概要
全日制課程のような「学年」という概念はなく、全ての生徒が1組から40組までのクラスに編成されている。例えば三年次になってから、通常の高校一年生が修得するような「数学I」などの科目を履修することも可能である。スクーリングは日曜日から木曜日までで、金曜日と土曜日は休校である。科目を履修する際は日曜日のスクーリングのみに出席可能な「日曜」、平日のスクーリングのみに出席可能な「平日」、インターネットを通じて課題を提出する「IT」のいずれかを、科目ごとに選ぶ。履修申請した科目を元に生徒自らが時間割を作成し、その授業に出席するという仕組みである。毎年年度末に行われる「履修指導」に出席し、科目の履修申請と時間割の作成を行わなければ、翌年度は休学扱いとなる。
授業については、一限目は午前8時50分に開始され、午前中に三時限、ショート・ホームルームと昼休みをはさみ、午後に四時限が設定されている。卒業要件は、三年以上の在籍、必修科目を含めた74単位以上の修得、30時間以上の特別活動への参加である。

## 制度と特色
従来のスクーリング学習に加え、平日に毎日登校して先生から直接きめ細かい指導を受けることができる登校講座や、インターネットなどのIT環境を利用して自宅学習など、新しいスタイルで学ぶことができるようになるとされている。
特色として、本校の通信制には陸上自衛隊高等工科学校の生徒（高等工科学校生徒）が高卒資格取得のために集団入学しており、スクーリングは行わないものの「横浜修悠館」の名義で各種クラブ活動を行なっている。剣道部は湘南高校通信制時代から通算して平成26年度定通制大会において25連覇を達成した。また、男子レスリングの強豪校である。軟式野球部は2013年第58回全国高等学校軟式野球選手権大会で、初出場初優勝した。
学習については、科目ごとに決められた数のレポートの提出と授業への出席をこなし、また科目によっては中間試験と期末試験を受ける。レポート、授業態度、試験結果のそれぞれについて評価がなされ、総合的な判断のもと、単位認定が行われる。
入学に際して年齢制限はなく、成人の生徒も多数通っている。基本的に「自学自習」を旨とし、「時間を守る」、「迷惑をかけない」などの指導を徹底して行っている。
2学期制であり、スクーリングは、前期は5月から7月まで、後期は10月から12月までで、8月に中間試験、2月に期末試験を行っている。入門教科もあり、こちらは高校までに学習する内容の復習教科で全員必修ではない。

## 出身者
- 春名風花（声優・タレント）

## 交通
- 相鉄いずみ野線 いずみ中央駅 徒歩7分
- 横浜市営地下鉄ブルーライン 下飯田駅 徒歩12分